# Manuel Velandia
Manuel Antonio Velandia Mora (El Socorro, 1 de junio de 1955) es un profesor, sexólogo, filósofo, gestor cultural y activista LGBT colombiano. Reconocido por ser cofundador del Movimiento de Liberación Homosexual junto a León Zuleta, además de ser coorganizador de la primera marcha del orgullo LGBT realizada en Colombia, en la ciudad de Bogotá.

## Biografía
Nació en El Socorro Santander. Estudió sociología y filosofía en la Universidad Cooperativa de Colombia, realizó su maestría de educación en la Pontificia Universidad Javeriana. Su carrera se inició como profesor de varias universidades Cooperativa, Javeriana y Pedagógica.
Su activismo de los derechos sexuales en 1979, fundó el Movimiento de Liberación Homosexual de Colombia, de manos de León Zuleta y Guillermo Cortés. A finales de la década de los 70 el MLHC se movilizó para presionar por la despenalización de la homosexualidad en el nuevo Código Penal colombiano de 1980 lo cual se consiguió mediante el decreto 100 de 1980, que despenalizaba la homosexualidad en Colombia. Este mismo movimiento lograría el 28 de junio de 1983 realizar en la ciudad de Bogotá la primera marcha del Orgullo LGBT en Colombia, en la que participaron unas pocas decenas de personas.
En 2002, durante la presidencia de Álvaro Uribe Vélez, fue objeto de un intento de asesinato cuando se lanzó su candidatura para la Cámara de Representantes por el Partido Liberal Colombiano, le lanzaron una granada en su residencia. Entre sus trabajos de investigación se hizo pionero en programas de prevención del VIH y enfermedades de transmisión sexual.
En 2007 se exilia en Alicante España y donde se otorgó el asilo político por amenazas de las Autodefensas Unidas de Colombia por la lucha de los derechos homosexuales, transexuales y no binarios  que a esto fue una persecución cultural. Adelantó una especialización de enfermería y cultura de los cuidados en la Universidad de Alicante. Fue reconocido como la primera persona homosexual víctima del conflicto armado colombiano en la Comisión de la Verdad. 